# La Solidaridad
La Solidaridad là một tổ chức được thành lập ở Tây Ban Nha vào ngày 13 tháng 12 năm 1888 bởi những người Philippines yêu nước bị trục xuất năm 1872 và các sinh viên đang theo học tại các trường đại học ở Châu Âu. Tổ chức ra đời nhằm tăng cường nhận thức về nhu cầu về thị trường và thuộc địa của Đế quốc Tây Ban Nha, và để tuyên truyền một mối quan hệ gần gũi hơn giữa các nước thuộc địa và Tây Ban Nha.
Người anh em họ của José Rizal, Galicano Apacible, đã phát hành một tờ báo cùng tên được xuất bản ở Barcelona, Tây Ban Nha vào ngày 15 tháng 2 năm 1889. Báo được Graciano López Jaena biên soạn và sau đó là Marcelo H. del Pilar. Các điều kiện xã hội, văn hoá và kinh tế của xứ thuộc địa Philippines đều được đề cập đến trong La Solidaridad. Bài phát biểu của những người Tây Ban Nha theo chủ nghĩa tự do về Philippines cũng đã được đưa lên báo.

## Thành viên
- José Rizal (bút danh Laong Laan at Dimasalang)
- Marcelo H. del Pilar (bút danh Plaridel)
- Graciano López Jaena (bút danh Diego Laura)
- Antonio Luna (bút danh Taga-Ilog)
- Mariano Ponce (bút danh Tigbalang, Kalipulako, Naning)
- José Maria Panganiban (bút danh Jomapa)
- Dominador Gomez (bút danh Ramiro Franco)

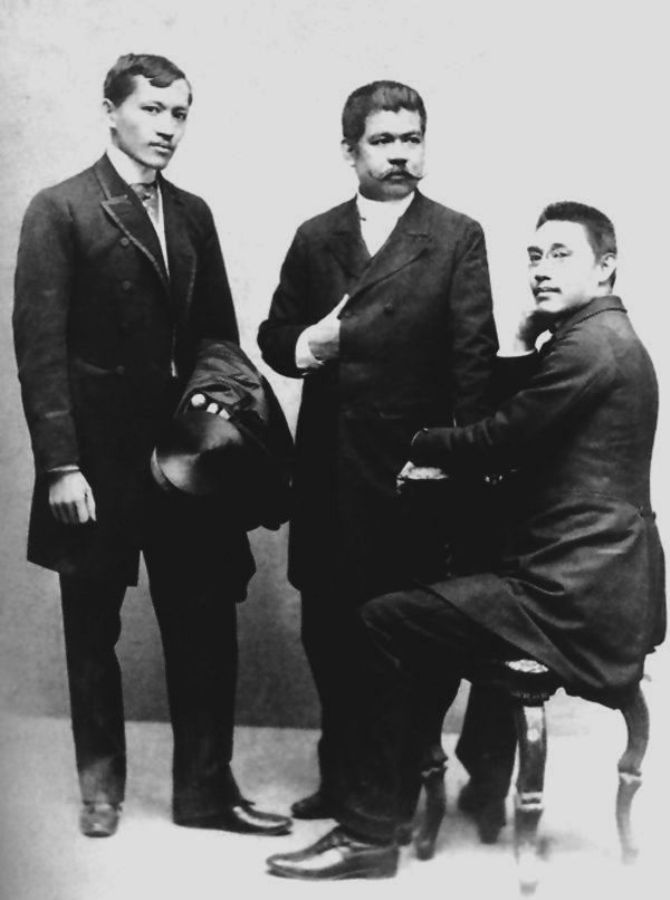
Những người lãnh đạo La Solidaridad. Ảnh chụp ở Tây Ban Nha năm 1890

### Những thành viên khác
- Pedro Paterno
- Antonio Maria Regidor
- Isabelo de los Reyes
- Eduardo de Lete
- José Alejandrino
- Juan Luna
- Miguel Moran
- Felix Hidalgo
- Pedro Serrano

### Thành viên ngoại quốc
- Giáo sư Ferdinand Blumentritt (Nhà dân tộc học Áo)
- Tiến sĩ Miguel Morayta Sagrario (sử gia Tây Ban Nha, giáo sư đại học và chính khách)

## Lịch sử
La Solidaridad được thành lập để thể hiện mục đích của Phong trào Tuyên truyền, nhằm cải thiện quan hệ giữa Philippines với Tây Ban Nha. Lần xuất bản đầu tiên của Tuần báo La Solidaridad là vào ngày 15 tháng 2 năm 1889. Một tờ báo phát hành hai tuần một lần và La Solidaridad đóng vai trò là cơ quan chính của Phong trào Cải cách ở Tây Ban Nha.
Tổ chức Comite de Propaganda tại Philippines đã tài trợ cho việc xuất bản của La Solidaridad. Chức vụ chủ bút của báo được đề xuất đầu tiên cho José Rizal. Tuy nhiên, ông đã từ chối. Sau khi Rizal từ chối, Graciano López Jaena được mời làm chủ bút của La Solidaridad và ông đã chấp nhận.
Vào ngày 25 tháng 4 năm 1889, La Solidaridad đã xuất bản bài báo có tựa đề "Những nguyện vọng của người Philippines" do Asociación Hispano-Filipina de Madrid (Hiệp hội người La tinh gốc Philippines ở Madrid) viết. Bài báo thể hiện nguyện vọng:
- Đại diện cho Quốc hội Tây Ban Nha
- Bãi bỏ kiểm duyệt
- Cần có một sự cấm đoán rõ ràng và dứt khoát về các thực tiễn hiện tại của việc lưu truyền các cư dân theo trật tự quản trị thuần túy, và không có lệnh thi hành từ tòa án

Vào ngày 15 tháng 12 năm 1889, Marcelo H. del Pilar thay Graciano López Jaena làm chủ bút của La Solidaridad. Mục tiêu của tờ báo đã mở rộng khi ông lên làm chủ bút. Các bài báo của ông đã thu hút sự chú ý của các nhà lãnh đạo Tây Ban Nha và các bộ trưởng. Lần này, La Solidaridad theo đuổi ước muốn:
- Philippines là một tỉnh của Tây Ban Nha
- Thay thế linh mục Tây Ban Nha - dòng Augustinians, Dominicans, và Franciscans - bằng linh mục Philippines trong các giáo xứ ở Philippines.
- Tự do hội họp và phát biểu
- Quyền bình đẳng trước pháp luật (đối với cả nguyên đơn Philippines và Tây Ban Nha)

Sau nhiều năm xuất bản từ năm 1889 đến năm 1895, các tài trợ cho La Solidaridad đã trở nên khan hiếm. Sự đóng góp của Comite de Propaganda với tờ báo đã chấm và Pilar đã tự mình tài trợ cho tờ báo. Thiếu thốn về tài chính ở Tây Ban Nha, del Pilar đã ngừng xuất bản La Solidaridad vào ngày 15 tháng 11 năm 1895 với 7 tập và 160 ấn bản. Trong bài xã luận chia tay của Del Pilar, ông nói:
| “ | Chúng tôi nhận định rằng không có hy sinh nào là quá ít để giành được các quyền và sự tự do của một quốc gia bị áp bức bởi chế độ nô lệ. | ” |

## Những người đóng góp đáng chú ý
Một vài nhà văn đã đóng góp cho La Solidaridad suốt sáu năm tồn tại, tiêu biểu như: Antonio Luna, Anastacio Carpio, Mariano Ponce, Antonio M. Regidor, Jose Maria Panganiba, Isabelo de los Reyes, Eduardo de Lete, José Alejandrino và Pedro Paterno. Một trong những người có công đóng góp nhiều nhất là Ferdinand Blumentritt, bạn của José Rizal. Ông có tinh thần bảo vệ lợi ích của người Philippines và đã được truyền cảm hứng cho các nhà văn khác và độc giả của tờ báo.